# Dendropsophus nanus
Espèce
Synonymes
- Hyla nana Boulenger, 1889

Statut de conservation UICN

 LC  : Préoccupation mineure
Dendropsophus nanus est une espèce d'amphibiens de la famille des Hylidae.

## Répartition
Cette espèce se rencontre :

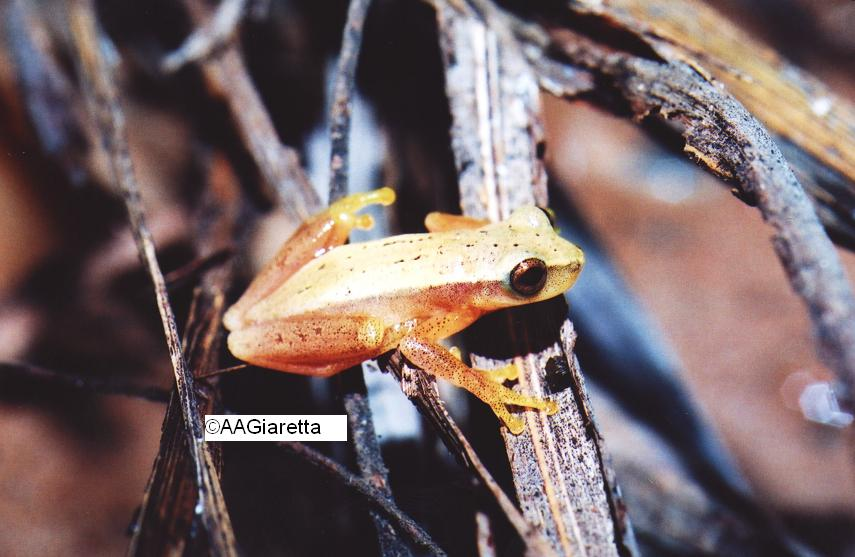
Dendropsophus nanus

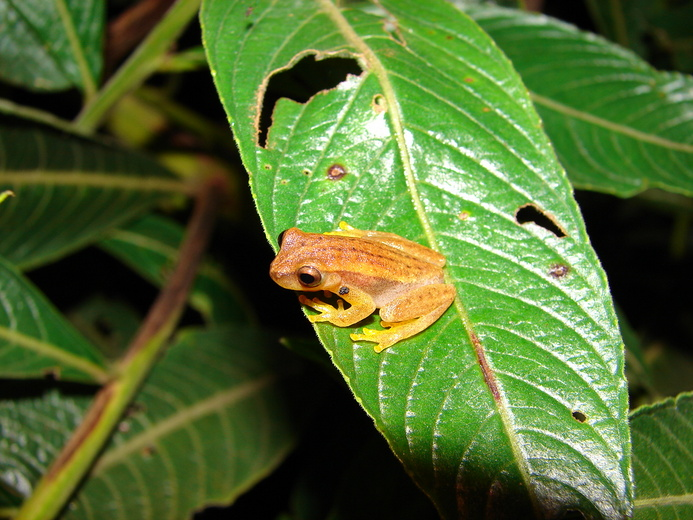
Dendropsophus nanus

- au Brésil ;
- au Suriname ;
- en Guyane ;
- dans l'est de la Bolivie ;
- au Paraguay ;
- en Uruguay ;
- dans le Nord l'Argentine.

## Synonymie
- Hyla nana Günther, 1901 nec Boulenger, 1889 est un synonyme de Tlalocohyla smithii.

## Publication originale
- Boulenger, 1889 : On a collection of Batrachians made by Prof. Charles Spegazzini at Colonia Resistencia, South Chaco, Argentine Republic. Annali del Museo Civico de Storia Naturale di Genova, sér. 2, vol. 7, p. 246-249 (texte intégral).